# Markuševec Turopoljski
Markuševec Turopoljski – wieś w Chorwacji, w żupanii zagrzebskiej, w mieście Velika Gorica. W 2011 roku liczyła 328 mieszkańców.
Jest oddalona o około 15 km od centrum Zagrzebia, o około 10 km od Velikiej Goricy i o około 36 km od Sisaku.